# Wygoda (Puławy)
Pour les articles homonymes, voir Wygoda.
Wygoda (prononciation [vɨˈɡɔda]) est un village de la gmina de Kurów du powiat de Puławy dans la voïvodie de Lublin, situé dans l'est de la Pologne.
Il se situe à environ 3 kilomètres de Kurów (siège de la gmina), 14 kilomètres de Puławy (siège du powiat) et 33 kilomètres de Lublin (capitale de la voïvodie).

## Histoire
De 1975 à 1998, le village est attaché administrativement à l'ancienne voïvodie de Lublin.

Depuis 1999, il fait partie de la nouvelle voïvodie de Lublin.